# Maïbagaï
Maïbagaï (auch: Maï Bagaï, Maïbagay, Maybagay) ist ein Dorf in der Landgemeinde Attantané in Niger.

## Geographie
Das Dorf befindet sich rund 13 Kilometer nordwestlich des Hauptorts Attantané der gleichnamigen Landgemeinde, die zum Departement Mayahi in der Region Maradi gehört. Weitere Siedlungen in der Umgebung von Maïbagaï sind Koudoubaraou und Guidan Amoumoune im Nordwesten, Bouzou Tsougounné im Nordosten, Tchaké im Osten, Goumza im Südosten, Toubounda im Südwesten sowie Amani Aréwa und El Moctar im Westen.
Es herrscht das Klima der Sahelzone vor, mit einer durchschnittlichen jährlichen Niederschlagsmenge zwischen 300 und 400 mm. Die Landschaft zwischen den Trockentälern Goulbin Kaba und Tarka, in der das Dorf liegt, ist von alten, unbeweglichen Dünen geprägt.

## Bevölkerung
Bei der Volkszählung 2012 hatte Maïbagaï 1506 Einwohner, die in 185 Haushalten lebten. Bei der Volkszählung 2001 betrug die Einwohnerzahl 1074 in 133 Haushalten und bei der Volkszählung 1988 belief sich die Einwohnerzahl auf 1410 in 153 Haushalten.
Die Bevölkerungsdichte in diesem Gebiet ist für nigrische Verhältnisse hoch.

## Wirtschaft und Infrastruktur
In Maïbagaï wird ein Wochenmarkt abgehalten. Der Markttag ist Dienstag. Das Gebiet der Ebenen im südlichen Teil der Region Maradi, wo sich die Siedlung befindet, ist von einer anhaltenden Degradation der ackerbaulichen Flächen gekennzeichnet, die mit der hohen Bevölkerungsdichte in Zusammenhang steht. Im Dorf ist ein Gesundheitszentrum des Typs Centre de Santé Intégré (CSI) vorhanden. Es gibt eine Schule.